# Keep it real
『Keep it real』（キープ・イット・リアル）は、日本のロックバンド・ONE OK ROCKが2006年12月16日にzumaniaから発売したインディーズ2枚目のミニアルバム。

## 内容
- ONE OK ROCK2作目の全国流通盤アルバム。
- ケースは、紙ジャケット仕様となっている[3]。
- アルバムだが、曲数の問題でオリコンチャートでは、シングルとして集計されている[4]。
- 廃盤となっている。

## チャート成績
オリコン2007年1月22日付の週間ランキングで最高102位を記録。

## 収録曲
1. Keep it real
2. 辛い+一=幸せ
3. P.P.S.H.
4. And I Know